# Іпатінга (футбольний клуб)
«Іпатінга» (порт. Ipatinga) — бразильський футбольний клуб із міста Іпатінга, штат Мінас-Жерайс. Заснований 21 травня 1998 року.